# アンリ・フランソワ・ダゲッソー

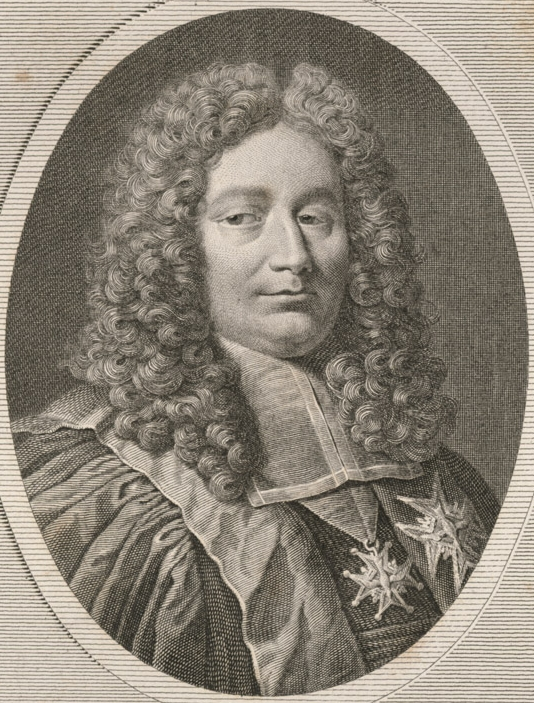
アンリ・フランソワ・ダゲッソー

アンリ・フランソワ・ダゲッソー（Henri François d'Aguesseau、1668年11月27日 - 1751年2月9日）は、フランスの貴族、政治家。大法官。

## 生涯
リモージュ出身。家は治安判事の家系で、父アンリ・ダゲッソーは、メッツの高等法院（Parlement、パルルマン）に勤務する世襲の法服貴族で、リムーザン、ガロンヌ、ラングドックの各地方総監（アンダント）を歴任した人物であった。1685年にパリに呼び戻され国務卿となり、以後、商務国務会議委員長、摂政会議財政担当委員を歴任した。
アンリ・フランソワ・ダゲッソーは、早くから父の手ほどきによって、若干ジャンセニズムの宗教的原理が混じった思想を形成した。ダゲッソーはジャン・ドマ（Jean Domat）の下で法学を学び、法官に必要な法律書、法務について影響を受けた。21歳の時、国王ルイ14世への父の影響力もあって、パリ高等法院国王代理に任命された。高等法院での最初の演説は、彼の雄弁と法に関する学識の深さで周囲に感銘を覚えさせた。事実、ダゲッソーはフランスの法廷におけるの最初の雄弁家であった。
1700年、法務総監に任命される。ダゲッソーは法務総監に17年の長期に渡り在任し、当時、異端と見なされたキエティスム（静寂主義）の問題や、ローマ教皇クレメンス11世が出した回勅「ウニゲニトゥス」（Unigenitus）をめぐっては、ガリカニスムの立場からフランスの権益を擁護した。
1717年2月、ルイ15世の摂政オルレアン公フィリップ2世の顧問となる。しかし、同じく摂政の財政顧問であったジョン・ローの経済政策に反対し失墜した。
1720年、ローの政策は取り付け騒ぎが起こり失敗、ダゲッソーは公論を鎮めるために復権する。法服貴族出身に相応しく、手堅い法務行政の手腕で危機を沈静化することに成功した。しかし1722年3月1日、ダゲッソーと対立していたギヨーム・デュボワが首席大臣（宰相）となり、失脚し荘園で5年隠遁生活を贈る。この間、各国語聖書の比較や法律、哲学、文学、造園などに費やした。1727年、フルーリー枢機卿によって宮廷に復帰し、8月15日に大法官に任命された。大法官となったダゲッソーは国王と高等法院の間に立って両者の調停に努力した。
公職復帰後は大法官としての職務に専念した。大法官としては単一法典を編纂しフランス法の再編成を企図したが、これは実現を見なかった。また地域による法律の多様性を問題視し法律及び判例の統一を推進しそのための規則も制定した。これらの業績によりアンシャン・レジームにおける法律家としてミシェル・ド・ロピタルやクレティアン＝ギヨーム・ド・ラモワニョン・ド・マルゼルブと並び評価されている。治安判事としても活躍し、サン・シモン公の回想録では職務に誠実であったことが記述されている。
1750年に引退し、翌年の1751年2月9日に82歳で死去した。